# Paris-Nice 1989
Paris-Nice 1989 est la 47e édition de la course cycliste Paris-Nice. La course a lieu entre le 5 et le 12 mars 1989. La victoire revient au coureur espagnol Miguel Indurain de l’équipe Reynolds devant Stephen Roche (Fagor-MBK) et Marc Madiot (Toshiba).

## Participants
Dans cette édition de Paris-Nice, 129 coureurs participent divisés en 17 équipes : Toshiba, Ariostea, Panasonic-Isostar, Fagor-MBK, Domex-Weinmann, Histor-Sigma, R.M.O., Reynolds, Teka, Super U-Raleigh-Fiat, Café de Colombia-Mavic, B.H. Sport, Lotto, Carrera Jeans-Vagabond, Exbud, Z-Peugeot et ADR-W-Cup-Bottecchia-Coors Light. L'épreuve est terminée par 76 coureurs.

## Étapes
| Étapes                | Date    | Villes étapes                       | Km     | Vainqueur d’étape  | Leader du classement général |
| --------------------- | ------- | ----------------------------------- | ------ | ------------------ | ---------------------------- |
| Prologue              | 5 mars  | Paris (clm)                         | 5,3 km | Thierry Marie      | Thierry Marie                |
| 1re étape             | 6 mars  | Gien - Moulins                      | 167 km | Etienne De Wilde   | Thierry Marie                |
| 2e étape              | 7 mars  | Moulins - Saint-Étienne             | 207 km | Etienne De Wilde   | Etienne De Wilde             |
| 3e étape              | 8 mars  | Vergèze - Vergèze (clm)             | 58 km  | Toshiba            | Laurent Bezault              |
| 4e étape              | 9 mars  | Vergèze - Mont Faron                | 203 km | Bruno Cornillet    | Marc Madiot                  |
| 5e étape              | 10 mars | Toulon - Saint-Tropez               | 178 km | Gérard Rué         | Miguel Indurain              |
| 6e étape              | 11 mars | Saint-Tropez - Mandelieu-la-Napoule | 190 km | Adrie van der Poel | Miguel Indurain              |
| 7e étape, 1er secteur | 12 mars | Mandelieu-la-Napoule - Nice         | 101 km | Adriano Baffi      | Miguel Indurain              |
| 7e étape, 2e secteur  | 12 mars | Nice - Col d'Èze (clm)              | 10 km  | Stephen Roche      | Miguel Indurain              |

## Résultats des étapes

### Prologue
5-03-1989. Paris, 5,3 km (clm).
|   | Cycliste        | Équipe               | Temps      |
| - | --------------- | -------------------- | ---------- |
| 1 | Thierry Marie   | Super U-Raleigh-Fiat | 6 min 47 s |
| 2 | Miguel Indurain | Reynolds             | + 1 s      |
| 3 | Laurent Fignon  | Super U-Raleigh-Fiat | + 2 s      |

### 1reétape
6-03-1989. Gien-Moulins, 167 km.
|   | Cycliste           | Équipe                           | Temps           |
| - | ------------------ | -------------------------------- | --------------- |
| 1 | Etienne De Wilde   | Histor-Sigma                     | 4 h 24 min 08 s |
| 2 | Eddy Planckaert    | ADR-W-Cup-Bottecchia-Coors Light | m.t.            |
| 3 | Adrie van der Poel | Domex-Weinmann                   | m.t.            |

### 2eétape
7-03-1989. Moulins-Saint-Étienne 207 km.
|   | Cycliste         | Équipe       | Temps           |
| - | ---------------- | ------------ | --------------- |
| 1 | Etienne De Wilde | Histor-Sigma | 5 h 40 min 26 s |
| 2 | Adriano Baffi    | Ariostea     | m.t.            |
| 3 | Andreas Kappes   | Toshiba      | m.t.            |

### 3eétape
8-03-1989. Vergèze-Vergèze 58 km. (clm)
|   | Équipe            | Temps           |
| - | ----------------- | --------------- |
| 1 | Toshiba           | 1 h 13 min 43 s |
| 2 | Ariostea          | + 41 s          |
| 3 | Panasonic-Isostar | + 1 min 07 s    |

### 4eétape
9-03-1989. Vergèze-Mont Faron, 203 km.
|   | Cycliste        | Équipe       | Temps           |
| - | --------------- | ------------ | --------------- |
| 1 | Bruno Cornillet | Z-Peugeot    | 5 h 21 min 04 s |
| 2 | Miguel Indurain | Reynolds     | m.t.            |
| 3 | Luc Roosen      | Histor-Sigma | + 9 s           |

### 5eétape
10-03-1989. Toulon-Saint-Tropez, 178 km.
|   | Cycliste         | Équipe               | Temps           |
| - | ---------------- | -------------------- | --------------- |
| 1 | Gérard Rué       | Super U-Raleigh-Fiat | 4 h 20 min 53 s |
| 2 | Miguel Indurain  | Reynolds             | + 1 s           |
| 3 | Etienne De Wilde | Histor-Sigma         | + 1 min 03 s    |

### 6eétape
11-03-1989. Saint-Tropez-Mandelieu-la-Napoule, 190 km.
|   | Cycliste            | Équipe               | Temps           |
| - | ------------------- | -------------------- | --------------- |
| 1 | Adrie van der Poel  | Domex-Weinmann       | 5 h 05 min 55 s |
| 2 | Andreas Kappes      | Toshiba              | m.t.            |
| 3 | Christophe Lavainne | Super U-Raleigh-Fiat | m.t.            |

### 7eétape,1ersecteur
12-03-1989. Mandelieu-la-Napoule-Nice, 101 km.
|   | Cycliste           | Équipe         | Temps           |
| - | ------------------ | -------------- | --------------- |
| 1 | Adriano Baffi      | Ariostea       | 2 h 31 min 46 s |
| 2 | Malcolm Elliott    | Teka           | m.t.            |
| 3 | Adrie van der Poel | Domex-Weinmann | m.t.            |

### 7eétape,2esecteur
12-03-1989. Nice-Col d'Èze, 10 km (clm).
|   | Cycliste        | Équipe    | Temps       |
| - | --------------- | --------- | ----------- |
| 1 | Stephen Roche   | Fagor-MBK | 19 min 52 s |
| 2 | Miguel Indurain | Reynolds  | + 32 s      |
| 3 | Julián Gorospe  | Reynolds  | + 51 s      |

## Classements finals

### Classement général
|    | Cycliste               | Équipe                 | Temps            |
| -- | ---------------------- | ---------------------- | ---------------- |
| 1  | Miguel Indurain        | Reynolds               | 28 h 09 min 05 s |
| 2  | Stephen Roche          | Fagor-MBK              | + 13 s           |
| 3  | Marc Madiot            | Toshiba                | + 1 min 33 s     |
| 4  | Peter Winnen           | Panasonic-Isostar      | + 1 min 56 s     |
| 5  | Gérard Rué             | Super U-Raleigh-Fiat   | + 2 min 25 s     |
| 6  | Jean-Claude Colotti    | R.M.O.                 | + 2 min 26 s     |
| 7  | Giuseppe Petito        | Ariostea               | m.t.             |
| 8  | Éric Caritoux          | R.M.O.                 | + 2 min 35 s     |
| 9  | Luc Roosen             | Histor-Sigma           | + 2 min 55 s     |
| 10 | Martín Ramírez Ramírez | Café de Colombia-Mavic | + 3 min 02 s     |